# Marin Ghiocel
Marin Ghiocel (n. 1944, București  - d. 2006, județul Gorj) a fost un dirijor român de muzică populară.
A fost un dirijor al Ansamblului Artistic Profesionist „Doina Gorjului” între 1996 - 2003 și mentor al cunoscuților dirijori Marcel Parnica și Aurel Blondea.
Realizează zeci de albume muzicale, unde i-a sprijinit în cariera artistică pe soliștii Maria Loga, Victorița Lăcătușu, Ileana Lăceanu, Niculina Stoican, Petrică Mâțu Stoian, Maria Apostol, Irina Loghin, Polina Manoilă.